# Kieffer Knoll
Kieffer Knoll är en kulle i Antarktis. Den ligger i Östantarktis. Nya Zeeland gör anspråk på området. Toppen på Kieffer Knoll är 253 meter över havet.
Terrängen runt Kieffer Knoll är varierad. Trakten är obefolkad. Det finns inga samhällen i närheten. 